# 星期一故事集
《星期一故事集》（法語：Contes du Lundi），也称为《月曜日故事集》或《月曜故事集》，是十九世纪法国小说家阿尔封斯·都德将他在1872年至1873年间陆续发表的多篇小说於1873年集结成册出版的短篇小说集。因单篇小说都在星期一发表而得名。小说主要以作者在普法战争前后的所见所闻为主，多为抒发爱国主义情怀或揭露讽刺社会弊端，其中的《最后一课》和《柏林之围》被认为是爱国主义名篇，被译为多国文字，影响广泛。

## 背景
阿尔封斯·都德於1840年生于法国南部普罗旺斯省的尼姆。1858年为谋生开始文学创作，1866年发表的《磨坊书简》（Les lettres de mon moulin）为都德在法国文坛获得了最初的声誉。1868年，他的首部长篇自传体小说《小东西》出版。1869年，《磨坊书简》集结成书出版。1870年，当时摄政的欧仁妮皇后为他颁发了法国荣誉军团骑士勋章。同年7月，拿破仑三世发起普法战争，但很快战败。9月，拿破仑三世在色当被困，被迫投降。随后，巴黎爆发革命，群众成立第三共和国，保卫祖国。都德参加了保卫巴黎的国民自卫军。他写道：“当其时，全巴黎的人都上街了。不知怎么的，就成立了共和国。那么，也好！共和国万岁！我不知道它是什么，但不要紧！只要能拯救法兰西，就让他万岁！”然而自卫军和共和国的黑暗一面也让他寒心。最终，巴黎於1871年2月沦陷。3月，巴黎公社起义开始，都德在4月离开了巴黎，前往巴黎南郊的尚罗塞（现德拉韦伊南部）暂居。夏天，都德回到了故乡普罗旺斯。以自己参战的经历见闻为基础，1872年至1873年，都德陆续发表了多篇有关战争与巴黎公社的短篇小说，1873年集结出版为小说集。由于每篇都在星期一发表，故称为《星期一故事集》（《月曜故事集》）。

## 篇目
| 第一部分：幻想与历史 - 《最后一课》（La Dernière Classe） - 《一局台球》（La Partie de billard） - 《科尔马法官的幻想》（La Vision du juge de Colmar） - 《小间谍》（L'Enfant espion） - 《母亲们》（Les Mères） - 《柏林之围》（Le Siège de Berlin） - 《坏佐阿夫兵》（Le Mauvais Zouave） - 《小座钟》（Le Pendule de Bougival） - 《塔拉斯孔防御战》（La Défense de Tarascon） - 《贝利撒留的普鲁士人》（Le Prussien de Bélisaire） - 《巴黎农民》（Les Paysans à Paris） - 《在前哨》（Aux avant-postes） - 《起义的景象》（Paysages d'insurrection） - 《渡轮》（Le Bac） - 《旗手》（Le Porte-drapeau） - 《沙文主义者之死》（La Mort de Chauvin） - 《阿尔萨斯！阿尔萨斯！》（Alsace! Alsace!） - 《客栈》（Le Caravansérail） - 《八月十五的受勋者》（Un décoré du 15 août） - 《我的军帽》（Mon képi） - 《公社的阿尔及利亚步兵》（Le Turco de la Commune） - 《第八区的合唱团》（Le Concert de la huitième） - 《拉雪兹神父公墓战役》（La Bataille du Père-Lachaise） - 《小馅饼》（Les Petits Pâtés） - 《河岸边的独白》（Monologue à bord） - 《法兰西仙女》（Les Fées de France） | 第二部分：巴黎画像 - Un teneur de livres - Avec trois cent mille francs que m'a promis Girardin - 《亚瑟》（Arthur） - Les Trois Sommations - Un soir de première - 《奶酪汤》（La Soupe au fromage） - Le Dernier Livre - Maison à vendre - Contes de Noël : Un réveillon dans le marais - Contes de Noël : Les Trois Messes basses 第三部分：心潮与回忆 - 《教皇死了》（Le Pape est mort） - Paysages gastronomiques - 《海边的收获》（La Moisson au bord de la mer） - Les Émotions d'un perdreau rouge - 《镜子》（Le Miroir） - 《失明的皇帝》（L'Empereur aveugle） |